# Jesús Cosialls
Jesús Cosialls (10 de enero de 1978-Chile) es un actor chileno, que también hizo su debut
en el año 1999 en 180 grados quién interpreta a Agustín, el personaje principal de la serie.

## Carrera
Empieza su carrera en 1999 180 grados como Agustín.
También en otras producciones ha participado.
También luego participó en Piel canela en 2001.
En el 2005 regresa en La fiesta del 35 película de 2005.
También en el 2007 en Corazón de María como Leonel.
En el 2008 en El pato de Gangaster.
En el 2010 en La lección de Chile.
En el año de 2012 La Sexóloga como Mario Lucio.

## Filmografía

### Televisión
- 180 grados (1999) Agustín
- Piel canela (2001)
- Corazón de María (2007) Leonel
- La Sexóloga (2012) Mario Lucio

### Películas
- La fiesta del 35 (2005) Robin
- El pato de Gangaster (2008)
- La lección de Chile (2010)